# Мерње
Мерње (мађ. Mernye) је насељено место у Мађарској. Мерње је веће насеље у оквиру жупаније Шомођ.

## Историја
Мерње је било насеље које је основано још из доба Арпада, које је постојало и пре инвазије Татара. Име насеља се први пут помиње 1229. године у повељама писаним у обрасцима у облицима Мерена и Алшо-Мерена, у попису Секешфехерварске имовине. Име насеља Мерње је уврштено и у папску десетину 1332-1337, па је већ тада имао парохију. 
Године 1385. и 1487. јавља се као Вашарушмерње. У 1446-1453, породица Форгач Гимеш је овде имала делимичне поседе, које су средином 15. века Ласло Витаи и Пернеси држали као залог. Године 1487. део локалитета држали су секешфехерварски каноници. То је било насељено место 1536. године, јер се у то време у пореским регистрима налазе места под називом Бодогасоњ-мерње, Алмерње и Вашарумерње. Прва два била су у власништву гардијских каноника Секешфехервара, а властелини Вашарошмерњеа били су Петар Фанћи, Јанош и Ласло Еливелђи. Према пореском регистру из 1550. године, Алмерње је припадало Матјашу Аљи и Ференцу Бочкају. Према турском пореском регистру благајне из 1573-1574, Вашарош-Мерње се састојао од само 4 куће а Болдогаоњмерње 20 кућа. Према пореском регистру из 1598-1599 и 1626, властелини су били капитул Секешфехервара, а 1660. кустоди Секешфехервара. Око 1703. године, Андраш Матусек, ђерски протојереј и старатељ каноник Секешфехервар, а 1726. године гроф Ласло Надажди, поседовао је земљу, док је Киш-Мерње-пуста припадала Гергељу Васшоњију. Краљ Ференц II је 1807. поклонио имање Мерње побожном учитељском реду. Припадао је овом реду чак и раних 1900-их, који је овде 1905. године имао саграђену гувернерску вилу. Мерње је 19. јула 1818. такође добио право за одржавање националних сајмова.
Некадашње село Болдогасоњ-Мерње налази се у данашњем равном винограду Хамухази.
Римокатоличка црква подигнута је 1760. године, а капела Вендел је дограђена 1790. године.

## Становништво
Током пописа из 2011. године, 88,1% становника се изјаснило као Мађари, 2,3% као Роми, 2% као Немци, 0,4% као Румуни и 0,6% као Украјинци (11,9% се није изјаснило; двојни идентитет укупан број може бити већи од 100%). Верска расподела је била следећа: римокатолици 60,4%, реформисани 3,7%, лутерани 5,6%, без вероисповести 8,8% (19,6% се није изјаснило).